# 丸根砦
丸根砦（まるねとりで）は、愛知県名古屋市緑区にあった砦。

## 概要
織田信長によって築かれ、桶狭間の戦いの前哨戦が行われた。大高城や鷲津砦の跡とともに国の史跡に指定されている。

## 歴史
永禄2年（1559年）、織田信長が今川義元との領土争いの前線として鷲津砦や善照寺砦とともに整備した。場所は、鷲津砦の東南400メートル、大高城からは東に約800メートルに位置し、鳴海から延びた丘陵の先端に築かれ、東西36メートル、南北28メートルの砦の周囲を、幅3.6メートルの外堀が囲んでいる。
永禄3年5月19日（1560年6月12日）、桶狭間の戦いの前哨戦が行われ、佐久間盛重を将とする織田軍が立てこもったが、松平元康率いる今川軍に敗れ全滅したといわれている。その後、三河で独立した徳川家と織田家が同盟関係になったため存在意義を失い、そのまま放棄された。

## 現在
周辺は住宅地となっているが、砦のあった丘の上は史跡として整備され記念碑や殉難烈士の碑が立っている。曲輪や堀が良好に残っている。

## ギャラリー

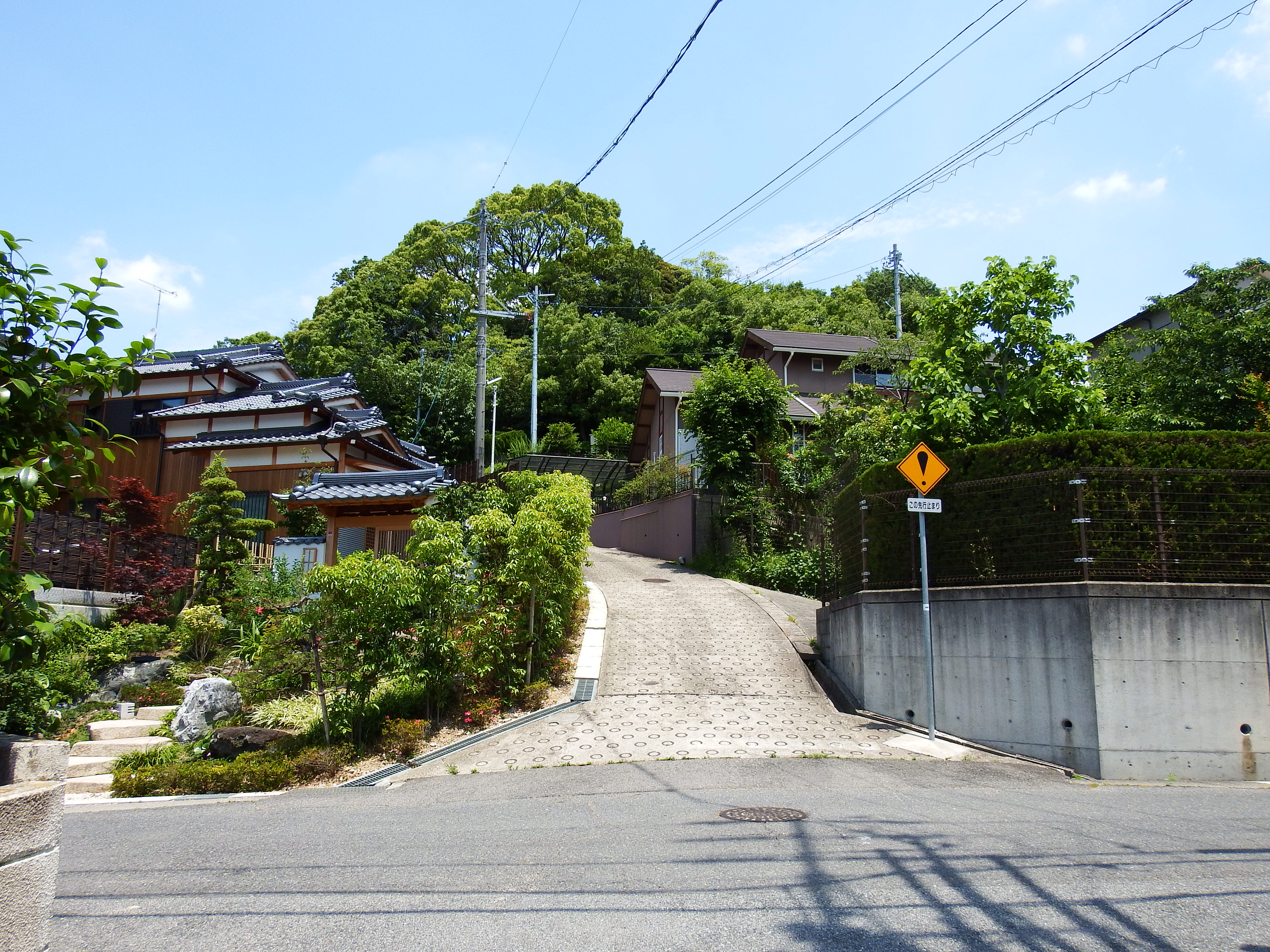
東方より丸根砦址遠景（画像奥の森林） （2014年（平成26年）6月）
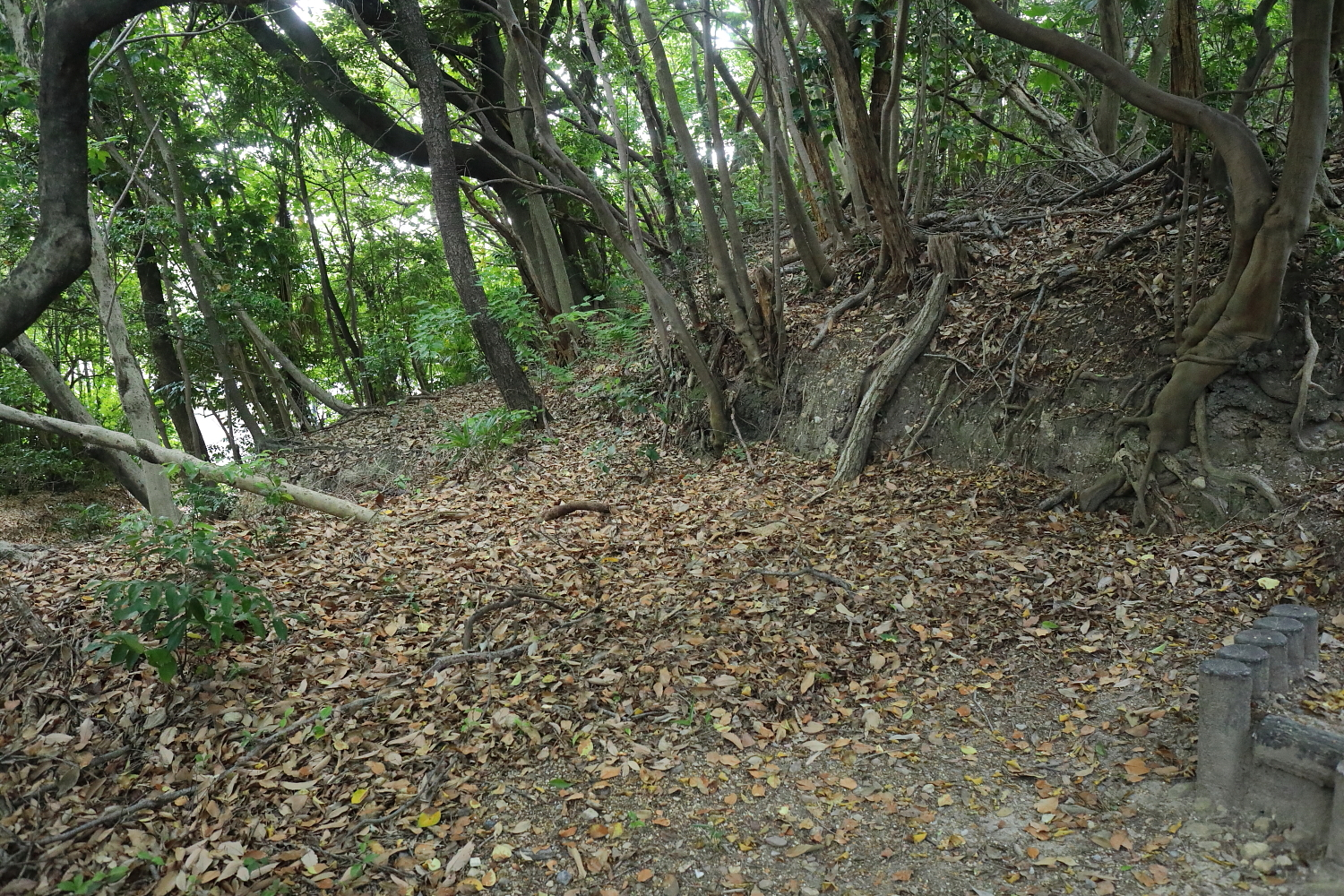
曲輪外周部 （2020年（令和2年）6月）
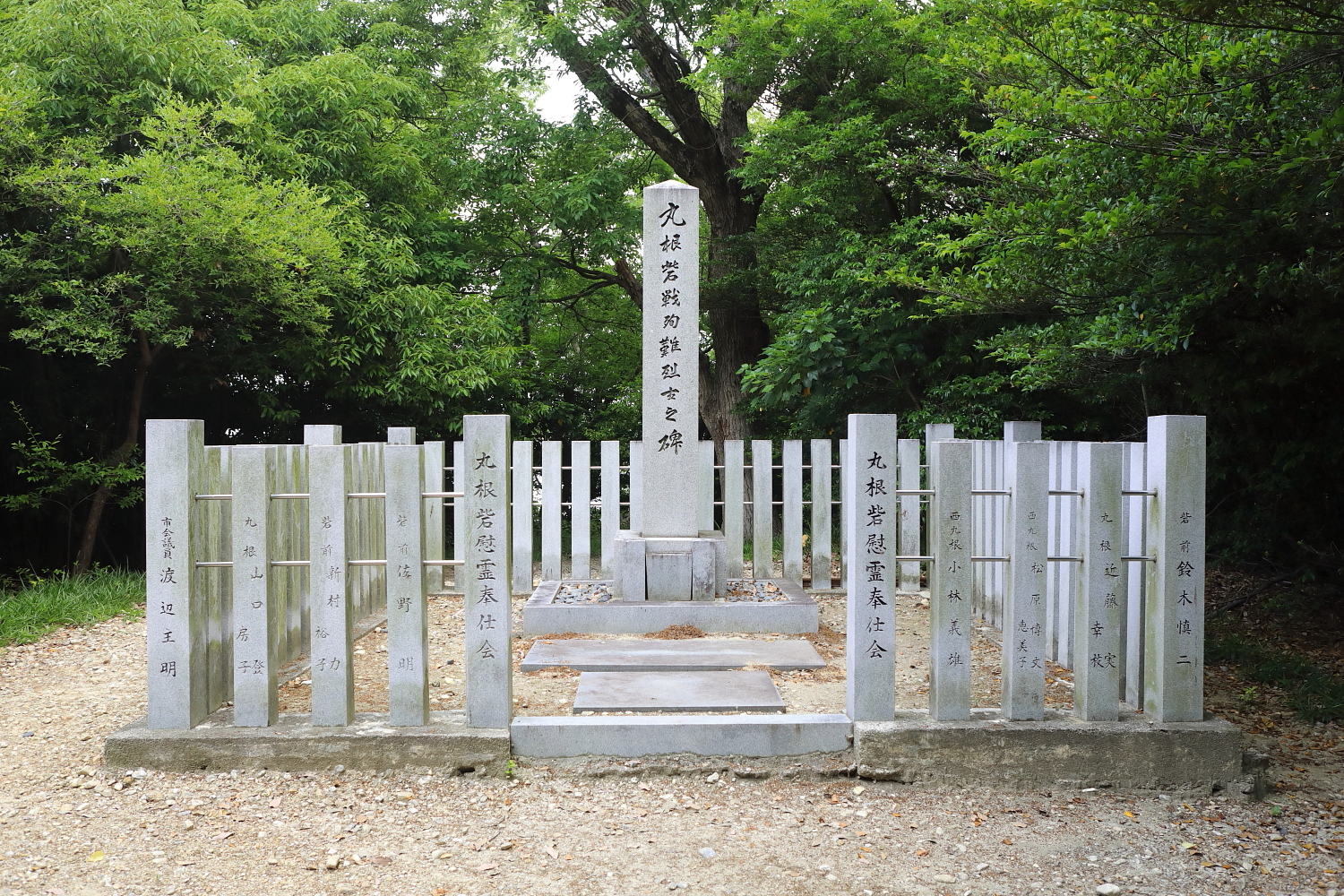
丘陵頂部にある丸根砦戦殉難列士之碑 （2020年（令和2年）6月）

## 交通
- JR東海道本線 大高駅の東に位置する。
- 名古屋市営バス「丸根」バス停から徒歩ですぐ。